# José Linhares
José Linhares (ur. 28 stycznia 1886 w Baturité w stanie Ceará, zm. 26 stycznia 1957 w Caxambu, Minas Gerais) – brazylijski prawnik i polityk. Będąc prezesem Sądu Najwyższego został tymczasowym prezydentem kraju w październiku 1945 po odsunięciu od władzy dyktatora Getúlio Vargasa. W czasie jego prezydentury przywrócono instytucje demokratyczne. Ustąpił po zaprzysiężeniu wybranego Eurico Gaspara Dutrego.